# Konzentrationslager Gonars
Das Konzentrationslager Gonars war ein italienisches Konzentrationslager in unmittelbarer Nähe des Ortes Gonars zur Zeit des Zweiten Weltkriegs. Es existierte dort von 1942 bis zur Kapitulation Italiens im September 1943. In diesem Lager waren Slowenen und Kroaten interniert. Durch die Internierung von solchen Gefangenen wollte das faschistische Regime verhindern, dass junge Männer in den von Italien besetzten jugoslawischen Gebieten, zu denen unter anderem der südliche Teil Sloweniens bis zur Hauptstadt Ljubljana gehörte, zu den Partisanen der Jugoslawischen Volksbefreiungsarmee überlaufen würden. Dieses Lager (Postalische Anschrift: Campo concentramento per internati civili – no. 89. Sc. Poste militare 3200 Gonars, Italia) zählte zu den größeren und strengeren italienischen Konzentrationslagern.

## Geschichte
Am 23. Februar 1942 wurde damit begonnen, das KZ zu errichten. Der erste Gefangenentransport erreichte dieses Lager schon zwei Tage später. Die ersten Insassen waren Kriegsgefangene, vor allem Slowenen aus der Gegend von Ljubljana, ab Ende 1942 aber auch Gefangene aus dem italienischen KZ Kampor auf der Insel Rab, in der Adria beziehungsweise aus dem Lager bei Monigo, Ortschaft in der Gemeinde Treviso. Die Gefangenen selbst mussten das Lager bzw. die Unterkünfte erst aufbauen. Sie wurden nicht mehr als Kriegsgefangene nach der Genfer Konvention behandelt, sondern als Zivilisten, die interniert waren. Das Lager füllte sich rasch. Am 8. April 1942 waren dort bereits etwa 1870 Gefangene interniert. Allein in den Monaten Juni und Juli 1942 wurden 2218 Personen eingeliefert. Von diesen mussten 1368 in Zelten kampieren. Am 28. Juni wurde ein Zug mit über 600 slowenischen Gefangenen und etwa 100 Wachsoldaten aus Ljubljana auf dem Weg nach Gonars kurz nach Borovnica von Partisanen gestoppt und alle Gefangenen befreit. Im August 1942 befanden sich ca. 6000 Gefangene im Lager, welches ursprünglich nur für 3000 Personen gebaut worden war. Diese Zahl stieg auf 6396 im September 1942 an. Bis Mitte November 1942 waren im Lager ausschließlich männliche Gefangene untergebracht. Ab diesem Zeitpunkt kamen die ersten Familien sowie Mütter mit ihren Kindern aus dem KZ Kampor auf der Insel Rab an. Vermutlich ist der rasante Anstieg auch auf die etwa zeitgleich verlaufende italienische Offensive (vom 16. Juli bis zum 4. November 1942) in den Regionen Dolenjska und Notranjska zurückzuführen. Im Jahre 1943 befanden sich ca. 10.000 internierte Personen im Lager. Zu diesem Zeitpunkt war die Kapazität eigentlich nur auf 6500 Gefangene ausgelegt. Extreme Unterernährung sowie die schlechten hygienischen Bedingungen führten zu einer hohen Sterblichkeit unter den Gefangenen. Die Kindersterblichkeit war besonders hoch. Insgesamt starben 134 Kinder im Lager. Im Februar 1943 befanden sich 1472 Kinder im Alter von bis zu 15 Jahren im Lager sowie 1916 Frauen in den Lagerteilen „Beta“ und „Gamma“.
Das Lager wurde am 8. September 1943 nach der Kapitulation Italiens aufgegeben. Um die Existenz des Lagers zu vertuschen, wurden später die Baracken abgerissen und aus dem Baumaterial wurde unter anderem ein Kindergarten errichtet. Das Lagerareal wurde in eine Wiese umgewandelt. Insgesamt starben in diesem Lager über 500 Internierte. Vom Lagerleben sind Kohlezeichnungen erhalten. Unter anderem von Drago Vidmar, Nande Vidmar und Stane Kumar.
|           | März 1942 | Mai 1942 | August 1942 | September 1942 | Dezember 1942 | Februar 1943 | April 1943 | Juni 1943 | Juli 1943 |
| Gefangene | 878       | 2.350    | 6.074       | 6.396          | 5.687         | 2.676        | 4.503      | 4.253     | 4.459     |

### Lagerstruktur
Das Lager wurde vom Lagerkommandanten geleitet, der 26 Offiziere und 600 Wachsoldaten befehligte. Im September 1942 begann die Räumung des Lagers „Beta“, die bis Oktober desselben Jahres abgeschlossen wurde. Die männlichen Kriegsgefangenen dieses Lagerteiles wurden auf andere italienische KZ verteilt wie beispielsweise die Lager Renicci in der Toskana und Monigo bei Treviso bzw. Chiesanuova bei Padua und das Lager 122 auf der Insel Rab. Das Lager „Beta“ wurde ab November 1942 mit Familien und Müttern mit Kindern gefüllt. Die verbliebenen 700 männlichen Gefangenen bewohnten den kleineren Lagerteil, das sogenannte Männerlager.
Die im Lager Internierten waren unterschiedlichen Alters und Herkunft, unterschiedlichen sozialen Ranges und Berufen: Intellektuelle, Arbeiter, Handwerksmeister, Bauern, Tagelöhner und andere. Am wenigsten darunter vertreten waren Industriearbeiter.

#### Lagerkommandanten
In chronologisch aufsteigender Reihenfolge:
1. Oberstleutnant Eugenio Ricedomini
2. Cesare Marioni
3. Ignazio Fragapane
4. Gustavo de Domincis
5. Arturo Macchi (bis nach der Kapitulation Italiens am 8. September 1943)

### Denkmal
Im Jahre 1973 errichtete der Bildhauer Miodrag Živković auf Veranlassung Jugoslawiens auf dem städtischen Friedhof ein Denkmal. In das dortige Beinhaus wurden die sterblichen Überreste von 453 slowenischen und kroatischen Opfern überführt. Der Ort des KZs ist auf Informationstafeln in der Stadt und am Friedhof kenntlich gemacht. Am Ort des ehemaligen Lagerteiles B(eta) und in der Umgebung wurden weitere Informationstafeln aufgestellt.
Ein Bewusstsein, dass es so etwas wie Konzentrationslager in Italien gab, ist selbst mehr als 60 Jahre nach Kriegsende in der italienischen Bevölkerung kaum vorhanden. In Gonars selbst begegnet man Menschen, die vehement abstreiten, dass es sich beim Lager Gonars um ein Konzentrationslager handelte. Stattdessen betont man dort, dass es nur ein Internierungslager war.
Im Jahr 2003 behauptete der damalige italienische Premierminister Silvio Berlusconi, dass es während der Zeit des italienischen Faschismus keine Konzentrationslager gegeben habe, Mussolini niemanden habe umbringen lassen und ,Leute zum Urlaub in internes Exil‘ geschickt habe.

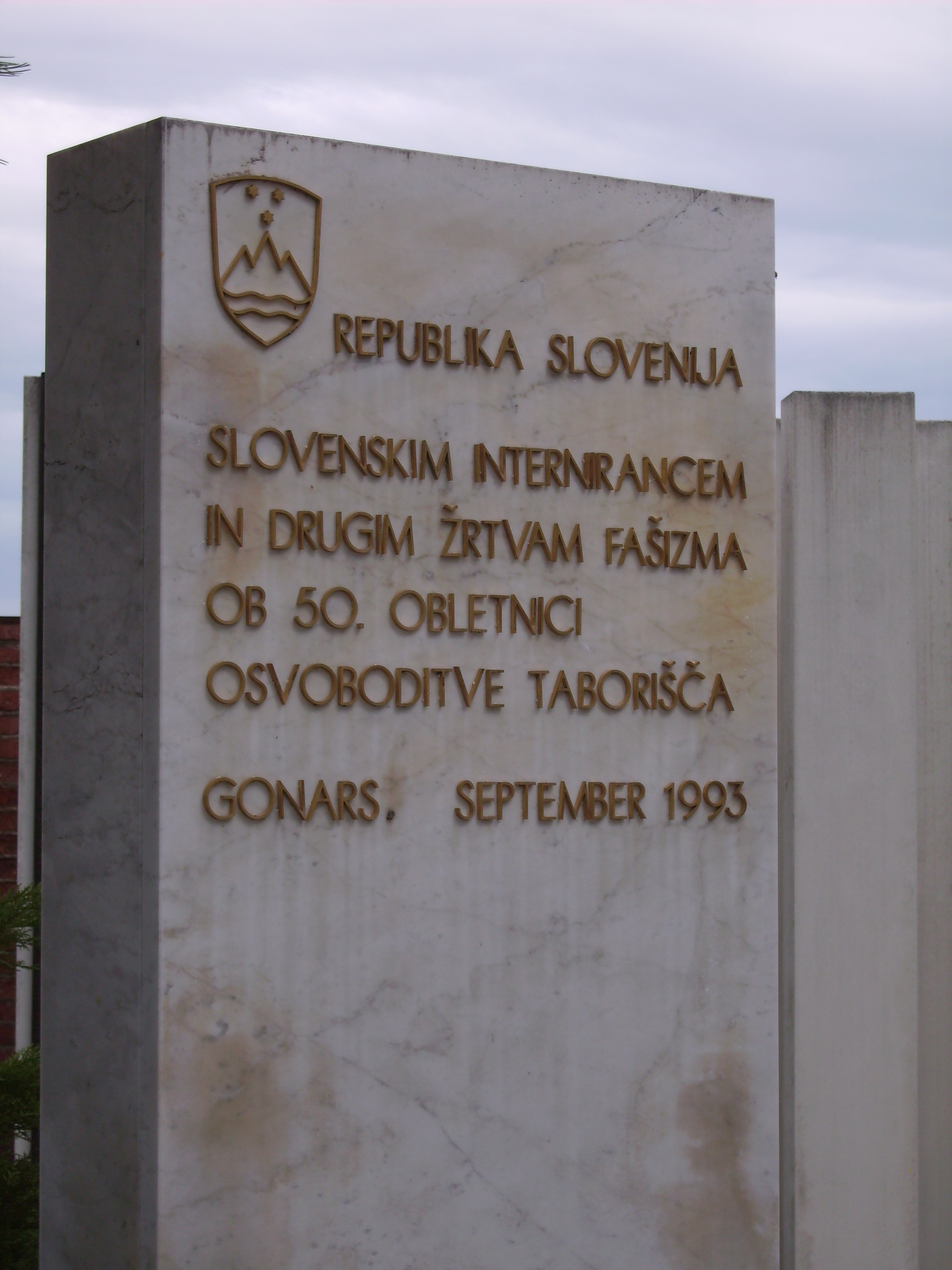
Teil des slowenischen Denkmals
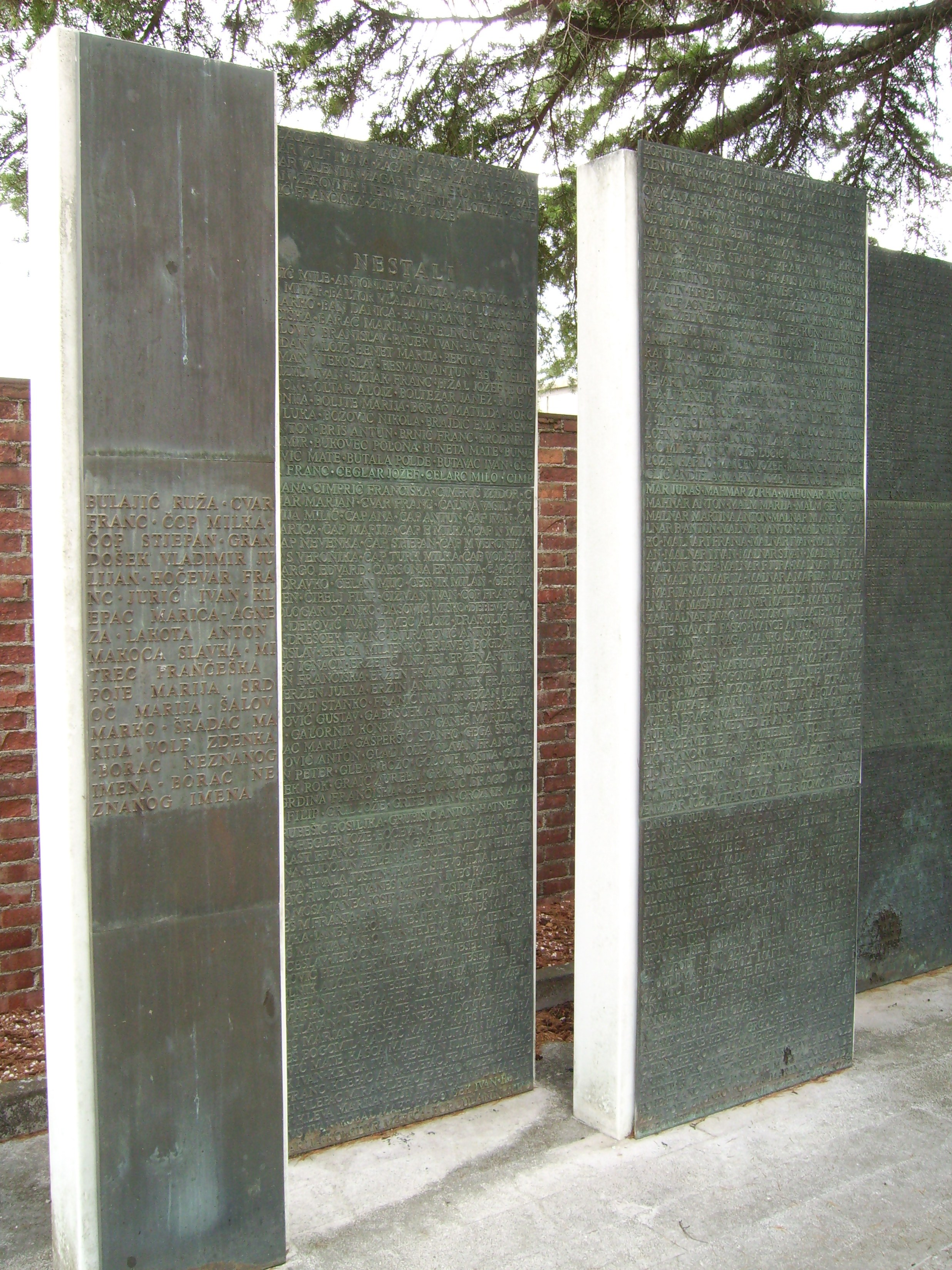
Gemeinsames slowenisch-kroatisches Denkmal
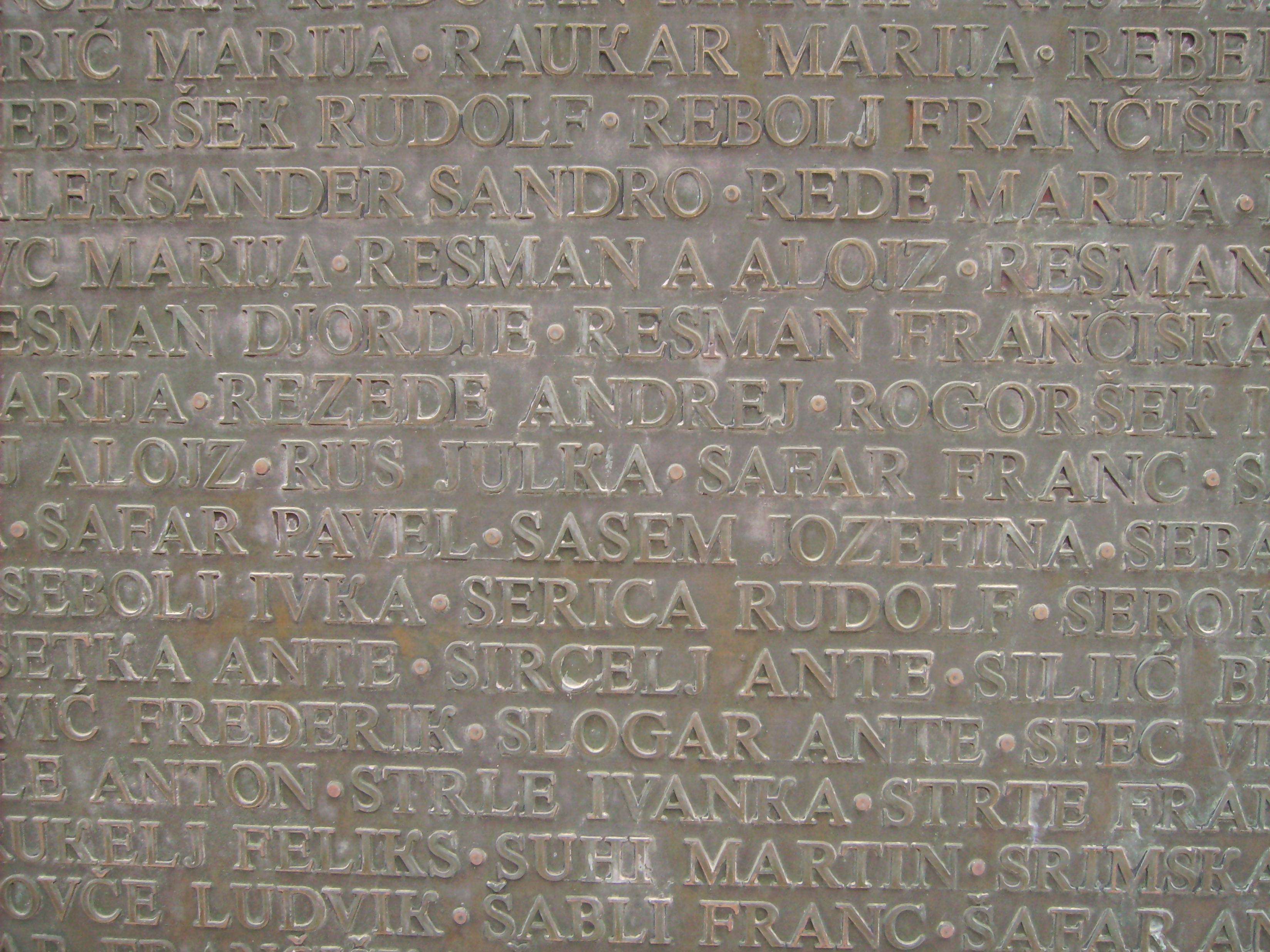
Namen von Opfern auf dem slowenischen Teil des Denkmals